# Паттерсон, Скотт
Скотт Гордон Паттерсон (англ. Scott Gordon Patterson; 11 сентября 1958) — американский актёр, получивший широкую известность благодаря ролям Люка Дэйнса в сериале «Девочки Гилмор» и агента Страмма в фильмах «Пила 4» и «Пила 5». Также играет роль Майкла Бьюкенена в драме канала NBC «Событие».

## Биография
Паттерсон родился в Филадельфии, штата Пенсильвания, в семье домохозяйки Хоуп и бывшего боксёра Френка Паттерсона, ставшего рекламным агентом. Его родители развелись в 1974 году. Юноша вырос в Хэддонфилде, штат Нью-Джерси. Учился в Университет Рутгерс, намереваясь получить степень по литературной компаративистике, но бросил учёбу. Учился актёрскому ремеслу в Нью-Йорке у Роберта Льюиса а Сондры Ли, а также у Пола Ньюмана, Артура Пенна и Френка Корсаро в «Актёрской студии». Появился во многих постановках, включая «Распутина» и «Мисс Джули».

## Спортивная карьера
С 1980 по 1986 году Паттерсон был питчером в низшей бейсбольной лиге и добрался до Triple-A (AAA) — наивысшего игрового уровня непосредственно перед главной лигой. Он играл в двух резервных командах главной лиги для семи разных клубов низшей лиги. В 1980 году уже в первом туре в рамках процедуры драфта его выбрала команда «Атланта Брейвс». В 1980 году он сыграл первый профсезон со своей командой «Андерсон Брейвс» класса A низшей лиги, а в 1986 году — последний с «Элбани-Колони Скуиррелс» класса AA, принадлежащей «Нью-Йорк Янкис», и «Коламбус Клипперс» класса AAA.
«Атланта» обменяли Паттерсона в «Янкис» на Боба Уотсона в 1986 году.

## Карьера актёра
Актёр сыграл главную роль в фильме «Её лучший ход», снятом Нормом Хантером с Лизой Дарр в главной женской роли. Также появился в нескольких полнометражных фильмах, включая «Маленькую большую лигу» с Тимоти Басфилдом и Джейсоном Робардсом и «Три желания» с Патриком Суэйзи и Мэри Элизабет Мастрантонио. Снялся в независимых фильмах «Трасса 395», «Рапсодия в расцвете» с Пенелопой Энн Миллер.
Неоднократно на телевидении получал романтические роли, в которые были вовлечены главные героини некоторых шоу: самая известная из них — Люк Дэйнс из «Девочек Гилмор», где актёр снимался семь лет. Партнёршей Паттерсона стала Лорен Грем, сыгравшая Лорелай Гилмор. В шоу «Сейнфилд» в его персонажа была влюблена Элейн, героиня Джулии Луи-Дрейфус. Кроме того, появился в шоу «Уилл и Грейс», где на него обратила внимание сама Грейс (в исполнении Дебры Мессинг) в эпизода «Das Boob». Также его персонажи были связаны с героинями Дженнифер Грей из «Типа того» и Шэрон Лоуренс в «На открытом огне». Появился в шоу «Арлисс» и «Будь самим собой».
Среди последних проектов — шоу «Пришельцы в Америке» и озвучивание мультфильма «Лига правосудия» 2004 года от Warner Bros. Animation. Сыграл агента Питера Страма в двух фильмах франшизы «Пила» — в «Пиле 4» и «Пиле 5», а также его герой появился в сценах-флешбеках в «Пиле 6». Актёр также появился в двух эпизодах молодёжного сериала «90210: Новое поколение» в роли Финна Курта, недавно освобождённого из тюрьмы отца Лиама Курта. Снялся в нескольких эпизодах драматического сериала «Событие», премьера которого состоялась 20 сентября 2010 года — персонаж Паттерсона был убит в 17-м эпизоде.

## Фильмография

### Кино
| Кино | Кино                            | Кино                        | Кино               | Кино                                                  |
| Год  | Название                        | В оригинале                 | Роль               | Примечания                                            |
| ---- | ------------------------------- | --------------------------- | ------------------ | ----------------------------------------------------- |
| 1992 | Смертельное намерение           | Intent To Kill              | Эл                 | сразу на видео                                        |
| 1994 | Маленькая большая лига          | Little Big League           | Майк МакГриви      |                                                       |
| 1995 | Ненавистник                     | A Boy Called Hate           | Патрульный         |                                                       |
| 1995 | Три желания                     | Three Wishes                | Отец Скотта        |                                                       |
| 2000 | Трасса 395                      | Highway 395                 | Марк Бредли        |                                                       |
| 2007 | Её лучший ход                   | Her Best Move               | Гил                |                                                       |
| 2007 | Пила 4                          | Saw IV                      | Агент Питер Страмм |                                                       |
| 2008 | Пила 5                          | Saw V                       | Агент Питер Страмм |                                                       |
| 2009 | Пила 6                          | Saw VI                      | Агент Питер Страмм | архивный материал                                     |
| 2010 | Иллюзия свободы                 | Liberty                     | Уэсли Дженсен      | на стадии пост-продакшена                             |
| 2011 | Бум                             | Bump!                       | Стив Аллен         | короткометражный фильм                                |
| 2012 | Пивная история                  | A Beer Tale                 | Джордж             | альтернативное название — «The Frankenstein Brothers» |
| 2012 | Бандит                          | The Rogue                   | Агент Уайатт       | на стадии пре-продакшена                              |
| 2012 | Любовь за рождественским столом | Love at the Christmas Table | Том Пэттон         |                                                       |
| 2013 | Глава денатурата                | Meth Head                   | Хэнк               |                                                       |
| 2014 | Парни из Абу-Грейб              | Boys of Abu Ghraib          | Капитан Хэйс       |                                                       |
| 2015 | Чужие дети                      | Other People’s Children     | Фрэнк Таслер       |                                                       |

### Телевидение
| Телевидение | Телевидение                       | Телевидение                | Телевидение        | Телевидение                                               |
| Год         | Название                          | В оригинале                | Роль               | Примечания                                                |
| ----------- | --------------------------------- | -------------------------- | ------------------ | --------------------------------------------------------- |
| 1993        | Возвращение Айронсайда            | The Return Of Ironside     |                    | телевизионный фильм                                       |
| 1994        | Нация пришельцев: Темный горизонт | Alien Nation: Dark Horizon | Апоссно            | телевизионный фильм                                       |
| 1995        | Сайнфелд                          | Seinfeld                   | Билли              | эпизод «The Sponge»                                       |
| 1996        | Иные                              | Them                       | Самон Трент        | телевизионный фильм                                       |
| 1996        | Шёлковые сети                     | Silk Stalkings             | Чик Чендл          | эпизод «Pre-Judgement Day»                                |
| 1997        | Арлисс                            | Arliss                     | Dan Manville       | эпизод «The Real Thing»                                   |
| 1997, 1998  | На открытом огне                  | Fired Up                   | Mickey             | эпизоды «Where There’s Smoke» и «Fire and Nice»           |
| 1998        | Рапсодия в расцвете               | Rhapsody In Bloom          | Фил                | телевизионный фильм                                       |
| 1998        | Месть без предела                 | Vengeance Unlimited        | Детектив Том Свейн | эпизоды «Justice» и «Noir»                                |
| 1999        | Типа того                         | It’s Like, You Know…       | Тед                | эпизод «The Client»                                       |
| 1999        | Будь самим собой                  | Get Real                   | Джейкоб Перрихилл  | эпизод «Performance Anxiety»                              |
| 1999        | Уилл и Грейс                      | Will & Grace               | Джон Грегорио      | эпизод «Das Boob»                                         |
| 2000-2007   | Девочки Гилмор                    | Gilmore Girls              | Люк Дэйнс          | 153 эпизода                                               |
| 2005        | Лига справедливости               | Justice League             | Агент Кинг Фарадей | эпизоды «Double Date», «I Am Legion» и «To Another Shore» |
| 2007-2008   | Пришельцы в Америке               | Aliens In America          | Гари Толчак        | 18 эпизодов                                               |
| 2010        | Бетонные ущелья                   | Concrete Canyons           | Бен Слоан          | телевизионный фильм                                       |
| 2010        | 90210: Новое поколение            | 90210                      | Финн Курт          | эпизоды «Another Another Chance» и «Multiple Choices»     |
| 2010        | Событие                           | The Event                  | Майкл Бушенан      | основной состав                                           |
| 2011        | C.S.I.: Место преступления Майами | CSI: Miami                 | Брендон Дуайер     | эпизод «Killer Regrets»                                   |